# Компенсационный метод измерений
Компенсационный метод измерения (лат. compensatio) — метод измерения, основанный на уравновешивании (компенсации) действия измеряемой величины действием однородной образцовой величиной (см. Система относительных единиц), например, измерения масс при помощи гирь на равноплечих весах.
Компенсационный метод измерения применяют для измерения электрических (ЭДС, напряжения, тока, мощности, сопротивления и др.) и неэлектрических величин – температуры (изотермы), механических перемещений, световых потоков, массы (относительная атомная масса, Солнечная масса), относительного положения (высоты над уровнем моря/над поверхностью земли; изобаты/изогипсы) и иных относительных величин и тому подобное, каковые обычно предварительно могут быть [необязательно] преобразованы в электрические величины (а.е.м. → эВ).